# Парников ефект
Парниковият ефект е процес, чрез който лъчепреминаването през атмосферата на планетата, затопля земната повърхност до температура над тази, която би била без наличие на тази атмосфера. При него се наблюдава повишена температура на ниските слоеве на атмосферата в сравнение с топлинното излъчване на планетата. Без този ефект средната температура би била около -18 °C (255 K) вместо сегашната 15 °C (288 K). Това би направило съществуването на вода в течна форма почти невъзможно (освен около вулканите), което би лишило Земята от океани в течно състояние, а те са основна предпоставка за възникването и разнообразието на живота. Парниковият ефект се обуславя от различната прозрачност на атмосферата във видимата и инфрачервената област. Повечето газове не поглъщат в диапазона 400 – 1500 nm, а в микровълновия диапазон, тоест атмосферата става непрозрачна там, с по-голяма оптична плътност и служи като топлоизолатор. Парниковият ефект е естествено явление, но човешката дейност му повлиява с многото отделящ се въглероден диоксид от коли, заводи, ТЕЦ-ове и метан от отглеждане на добитък и др. Това може да доведе до повишаване на средната температура на Земята. Затова се говори за естествен и антропогенен парников ефект.

## История
За първи път парниковият ефект е наблюдаван от Жозеф Фурие през 1824 г. и е проучен количествено от Сванте Арениус през 1896 г. Името идва от аналогията с ефекта, който се получава в парниците, използвани в селското стопанство.

## Влияние на парниковия ефект върху климата на Земята
Човешката дейност води до увеличаване на концентрацията на парниковите газове в атмосферата, което от своя страна води до нагряване на ниските ѝ слоеве. Всяко изменение в способността на Земята да отразява или поглъща топлина може да доведе до промяна на температурата на атмосферата и океаните и да наруши стабилността на последователните процеси, като доведе до промяна в климата на цялата планета.

### Затопляне
Ледниците в планините в Европа се топят, а и в Южното полукълбо има симптоми на затопляне. Повечето учени са на мнение, че човешката дейност е основната причина за засиления парников ефект.

### Протокол от Киото
През 1997 г. на срещата в Киото, Япония, посветена на глобалното затопляне на климата, на която присъстват делегации на повече от 160 страни, е приета конвенция, която задължава страните да намалят нивото на изхвърляния CO2. В него се предвижда до 2012 г. индустриално развитите страни да намалят това ниво както следва:
- ЕС с 8%
- САЩ със 7%
- Япония с 6%

Въпреки всичко това преговорите се движат мудно и трудно. Неправителствените екологични организации считат, че 5% намаление на емисиите за целия свят е крайно недостатъчно, няма да реши проблема и призовават за съкращаване на количеството CO2 с минимум 60%. Съществува и друг проблем – големи страни като Индия и Китай, които имат делегации в Киото, не подписват протокола. Отделно в процеса участват различни гледни точки – на учени, икономисти и политици, които не винаги съвпадат.

## Основни парникови газове
Общото название „парникови газове“ се отнася до всички газове, под чието влияние се затопля повърхността на Земята и по-ниските слоеве от атмосферата. Въглеродният диоксид позволява на слънчевите лъчи да достигнат до повърхността на Земята, но възпрепятства излъчването на топлината обратно. Други газове, които действат по същия начин, са метанът, диазотният оксид, малки количества от които се получават при изгаряне на изкопаемите горива и земеделска дейност, и хлорофлуоровъглеродите (фреоните), които се използват в аерозолните препарати, в старите хладилници и в много климатици.
Основните приноси на тези газове към парниковия ефект са следните:
| Газ                | Формула | Принос в проценти |
| ------------------ | ------- | ----------------- |
| водни пари         | H2O     | 55%               |
| въглероден диоксид | CO2     | 39%               |
| озон               | O3      | 2%                |
| метан              | CH4     | 2%                |
| диазотен оксид     | N2O     | 2%                |

### Водни пари
Основният фактор за парниковия ефект в земната атмосфера са водните пари, между 36% и 66%, като тяхната концентрация флуктуира в зависимост от района. Също така в зависимост от височината си в атмосферата те могат да играят роля на охладител или нагревател на земната повърхност.
Съвременните сложни компютърни модели на климата включват интерактивни облаци и показват, че антропогенните фактори ще доведат до увеличаване на концентрацията на водни пари в тропосферата, което ще доведе до увеличаване на температурата. От своя страна увеличаването на температурата води до повече водни пари вследствие на засиленото изпарение и така цикълът се затваря.
Все пак има и доза несигурност, въпреки надежността на моделите. Ако водните пари се издигнат в атмосферата, рано или късно те ще кондензират, образувайки облаци. Повече облаци означава, че по-малка част от слънчевите лъчи ще достигат до земната повърхност поради отражението си. Повече и по-акуратни измервания, както и създаването на още по-надеждни модели в бъдеще е от съществено значение за по-доброто разбиране на този процес.

### Озон
Озонът се е увеличил с около 30% вследствие на индустриализацията. Той е една от основните причини за формирането на смог в големите градове и промишлените центрове, както и за парниковия ефект.

### Метан
Метанът (CH4) е безцветен и запалим газ, без миризма. Формира се при разлагане на биологични отпадъци. Наричан е още блатен газ, защото е в изобилие около блата. За последните три столетия неговата концентрация е станала двойна, но се очаква за следващите 100 години да се удвои отново. Метан се отделя при отглеждането на добитък, добиване на въглища, сондиране и от боклука, който изхвърляме всеки ден и който след това е оставян да се разлага на открито. Остава в атмосферата само 10 години, но успява да задържи 20 пъти повече топлина от CO2.

### Диазотен оксид
N2O, известен още като „райски газ“, често се използва в медицината като обезболяващо средство. Създаван е най-вече от човешки и животински отпадъци. Макар неговата концентрация да не се е увеличила драстично, той успява да се задържи в атмосферата повече от 100 години.